# زامبوانجا ديل نورت
زامبوانجا ديل نورت هي مقاطعة في الفلبين، تتبع شبه جزيرة زامبوانجا، بلغ عدد سكانها 957٬997 نسمة، في 2010، عاصمتها ديبولوج، تبلغ مساحتها 7٬301٫00 كيلومتر مربع، رمزها البريدي هو 7100–7124.

## الموقع
تشترك في الحدود مع:
- مدينة زامبوانجا
- ميساميس أوتشيدنتال
- زامبوانجا ديل سور
- زامبوانجا سيبوجاي
- أورينتال نيغروس.

## التقسيمات الإدارية
- دابيتان
- ديبولوج
- Leon B. Postigo [الإنجليزية]‏
- Baliguian [الإنجليزية]‏
- Godod [الإنجليزية]‏
- Gutalac [الإنجليزية]‏
- Jose Dalman [الإنجليزية]‏
- Kalawit [الإنجليزية]‏
- Katipunan, Zamboanga del Norte [الإنجليزية]‏
- La Libertad, Zamboanga del Norte [الإنجليزية]‏
- Labason [الإنجليزية]‏
- Liloy [الإنجليزية]‏
- Manukan, Zamboanga del Norte [الإنجليزية]‏
- Mutia, Zamboanga del Norte [الإنجليزية]‏
- Piñan [الإنجليزية]‏
- Polanco, Zamboanga del Norte [الإنجليزية]‏
- Roxas, Zamboanga del Norte [الإنجليزية]‏
- Rizal, Zamboanga del Norte [الإنجليزية]‏
- Salug [الإنجليزية]‏
- Sergio Osmeña, Zamboanga del Norte [الإنجليزية]‏
- Siayan, Zamboanga del Norte [الإنجليزية]‏
- Sibuco [الإنجليزية]‏
- Sibutad [الإنجليزية]‏
- Sindangan [الإنجليزية]‏
- Siocon [الإنجليزية]‏
- Sirawai [الإنجليزية]‏
- Tampilisan [الإنجليزية]‏.

### ابرز الجزر
- ألغواي.
- مورسييلاجوس.
- سيلينوج.
- بيناهون.